# Aurad
Aurād är en ort i Indien.   Den ligger i distriktet Bīdar och delstaten Karnataka, i den centrala delen av landet, 1 200 km söder om huvudstaden New Delhi. Aurād ligger 545 meter över havet och antalet invånare är 17 019.
Terrängen runt Aurād är platt. Runt Aurād är det ganska tätbefolkat, med 222 invånare per kvadratkilometer. Det finns inga andra samhällen i närheten. Trakten runt Aurād består till största delen av jordbruksmark.